# Edith van Dijk
Edith van Dijk (Haastrecht, 6 april 1973) is Nederlands succesvolste openwater- of marathonzwemster, die haar lange carrière begint in 1990 wanneer de afgestudeerd econome meedoet aan de IJsselmeermarathon. Van Dijk is getrouwd met voormalig zwemkampioen Hans van Goor.
In de jaren na de IJsselmeermarathon van 1990 vindt de 'diesel' langzaam maar zeker aansluiting bij de wereldtop. Haar definitieve doorbraak beleeft Van Dijk bij de Europese kampioenschappen van 1995 in Wenen, waar zij de zilveren medaille wint op de langste afstand van 'het openwater', de 25 kilometer. Een volgend hoogtepunt volgde minder dan drie jaar later in Perth, waar Van Dijk twee medailles wint bij de wereldkampioenschappen: zilver op de 5 kilometer, brons op de 25 kilometer.
Weer twee jaar later, wanneer het openwaterzwemmen zijn eerste zelfstandige wereldkampioenschap beleeft voor de kust van Hawaï, slaat Van Dijk toe op 'de tien' en 'de vijfentwintig'. Sindsdien staat de in de gemeente Medemblik woonachtige zwemster van SG Hoorn/Zeemacht vrijwel altijd op het erepodium bij een groot, internationaal toernooi. Daarnaast onderscheidt Van Dijk zich met hoge klasseringen in het wereldbekercircuit, met onder meer ultralange races (meer dan zeventig kilometer) in Argentinië en Brazilië. In 2001, 2002 en 2003 behoort Van Dijk tot de genomineerden voor de eretitel Nederlands Sportvrouw van het Jaar.
Op 13 augustus 2003 slaagde Van Dijk erin Het Kanaal over te zwemmen. Urenlang dreef Van Dijk tussen Calais en Dover, om uiteindelijk na negen uur en tien minuten (officieuze tijd) de Franse kust te bereiken. Dat was niet de beoogde tijd die Van Dijk vooraf in haar hoofd had. Haar doel was het verbeteren van het officieuze Nederlandse en Europese record dat haar echtgenoot en coach Hans van Goor in 1995 realiseerde, toen hij de overtocht waagde: acht uur en twee minuten.
Na haar Kanaal-avontuur doet Van Dijk verwoede pogingen zich te plaatsen voor de Olympische Spelen van 2004 in Athene. Ondanks een bewonderenswaardige trainingsinzet slaagt ze niet in haar opzet. Zelfs op de langste afstand van het 'reguliere' zwemmen, de 800 meter vrije slag, blijkt ze snelheid te kort te komen.
In 2005 besluit Van Dijk een punt te zetten achter haar lange en indrukwekkende zwemloopbaan. Ze doet dat in stijl: bij de wereldkampioenschappen in Montreal wint de Nederlandse de bronzen medaille op de vijf kilometer, waarna ze zegeviert op zowel de 10 als de 25 kilometer, tot afgrijzen van haar eeuwige rivale uit Duitsland met wie Van Dijk menig duel uitvocht, Britta Kamrau. De laatste wedstrijd van Nederlands meest gelauwerde marathonzwemster is in december 2005, bij de Nederlandse kampioenschappen kortebaan (25 meter) in Amsterdam.
Het toonaangevende Amerikaanse blad Swimming World roept Edith van Dijk eind 2005 uit tot langeafstandzwemster van het jaar. Bij de heren werd deze titel gedeeld door de Duitser Thomas Lurz en de Amerikaan Chip Peterson. Op 22 december 2005 is Edith van Dijk gekozen tot Sportvrouw van 2005. Het publiek bestaande uit Nederlandse topsporters koos haar vóór judoka Edith Bosch (wereldkampioen en Europees kampioen in 2005) en roeister Marit van Eupen (wereldkampioen lichte skif in 2005).
Op 26 augustus 2007 pakt Van Dijk haar zwemcarrière weer op. Tijdens de wereldbekerwedstrijd in Wenen eindigt ze op de 10 kilometer meteen op het podium: derde achter Grimaldi (ITA) en Angela Maurer (DUI). Op het WK open water in Sevilla plaatste ze zich op 3 mei 2008 met een elfde plaats op de 10 kilometer voor deelname aan de olympische zomerspelen van 2008 in Peking waar de 10 kilometer het enige open water-onderdeel is. Daarnaast werd ze 2e op de 25 kilometer. Op de Olympische Spelen eindigde ze op de 10 kilometer als veertiende.